# 南大町駅
南大町駅（みなみおおまちえき）は、長野県大町市大町大新田町にある、東日本旅客鉄道（JR東日本）大糸線の駅である。駅番号は「24」。

## 歴史
- 1934年（昭和9年）2月1日：信濃鉄道の昭和駅（しょうわえき）として開業[1]。旅客営業のみ。駅東側に進出した昭和電工大町工場（現大町事業所）への通勤の便を図るため設置されたのが駅名の由来。
- 1937年（昭和12年）6月1日：信濃鉄道の国有化[4]。同時に南大町駅と改称[1]。
- 1983年（昭和58年）3月25日：荷物の扱いを廃止[5]。駅員無配置となり[6]、簡易委託駅となる[7]。
- 1987年（昭和62年）4月1日：国鉄分割民営化に伴い、東日本旅客鉄道（JR東日本）の駅となる[8]。
- 2023年（令和5年）3月14日：乗車駅証明書発行機を撤去。

## 駅構造
単式ホーム1面1線を有する地上駅である。ホームがカーブしているため、列車が当駅に停車する際は注意を促す案内をしている。
信濃大町駅管理の無人駅である。

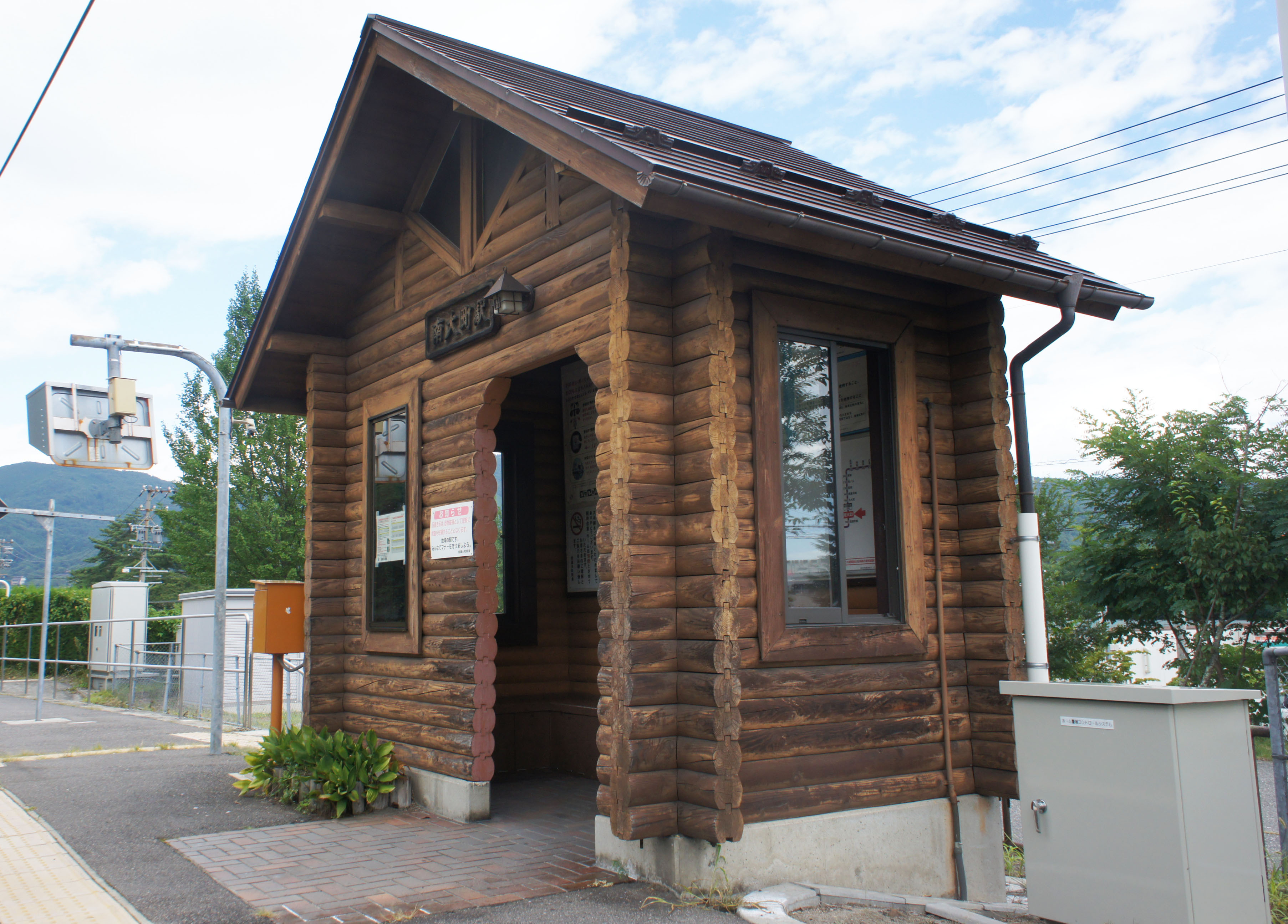
待合室（2021年8月）
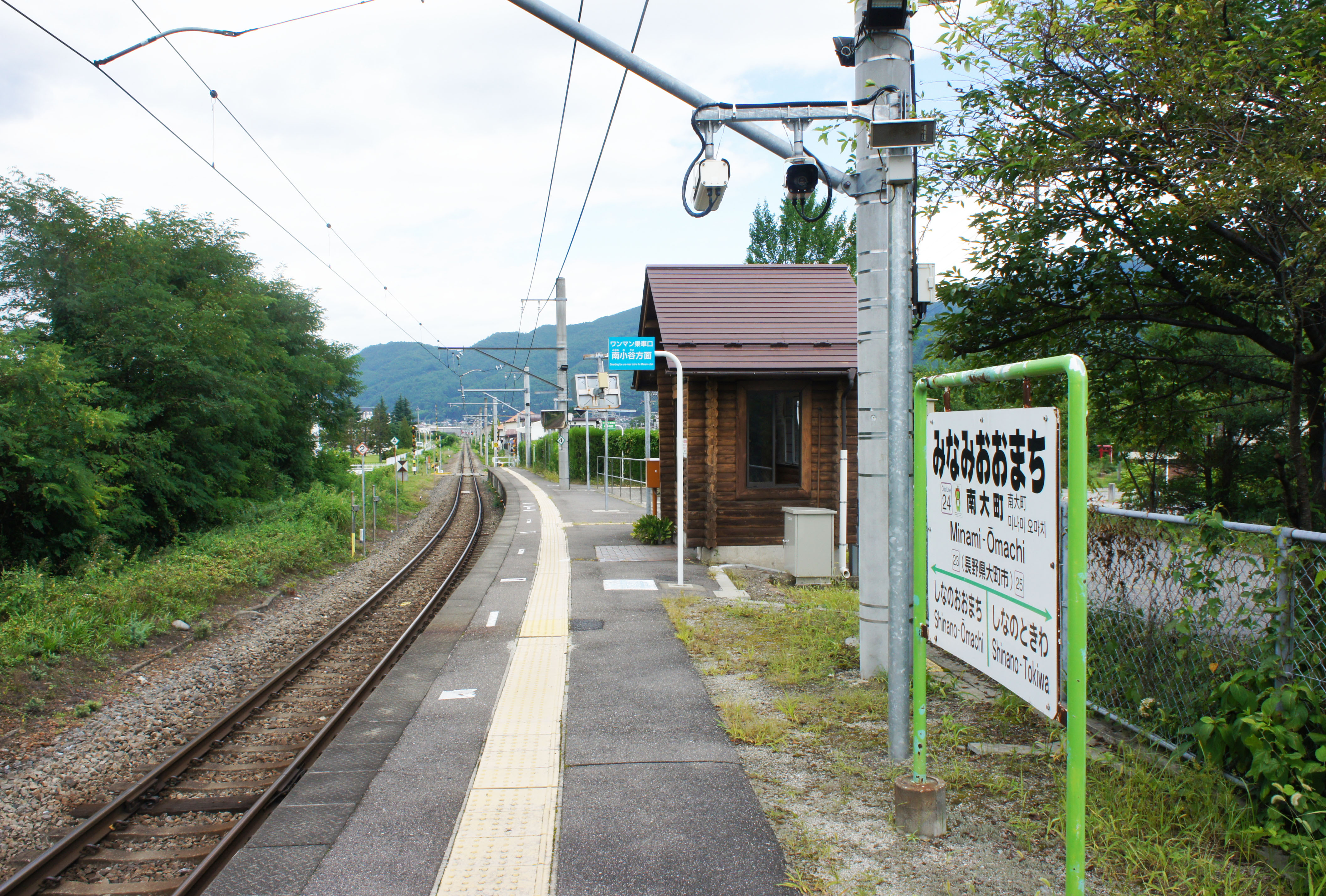
ホーム（2021年8月）

## 利用状況
「長野県統計書」によると、2007年度（平成19年度）、2009年度（平成21年度）- 2011年度（平成23年度）の1日平均乗車人員の推移は以下のとおりであった。
| 乗車人員推移       | 乗車人員推移     | 乗車人員推移 |
| 年度               | 1日平均 乗車人員 | 出典         |
| ------------------ | ---------------- | ------------ |
| 2007年（平成19年） | 148              | [ 2 ]        |
| 2009年（平成21年） | 164              | [ 2 ]        |
| 2010年（平成22年） | 172              | [ 10 ]       |
| 2011年（平成23年） | 158              | [ 11 ]       |

## 駅周辺

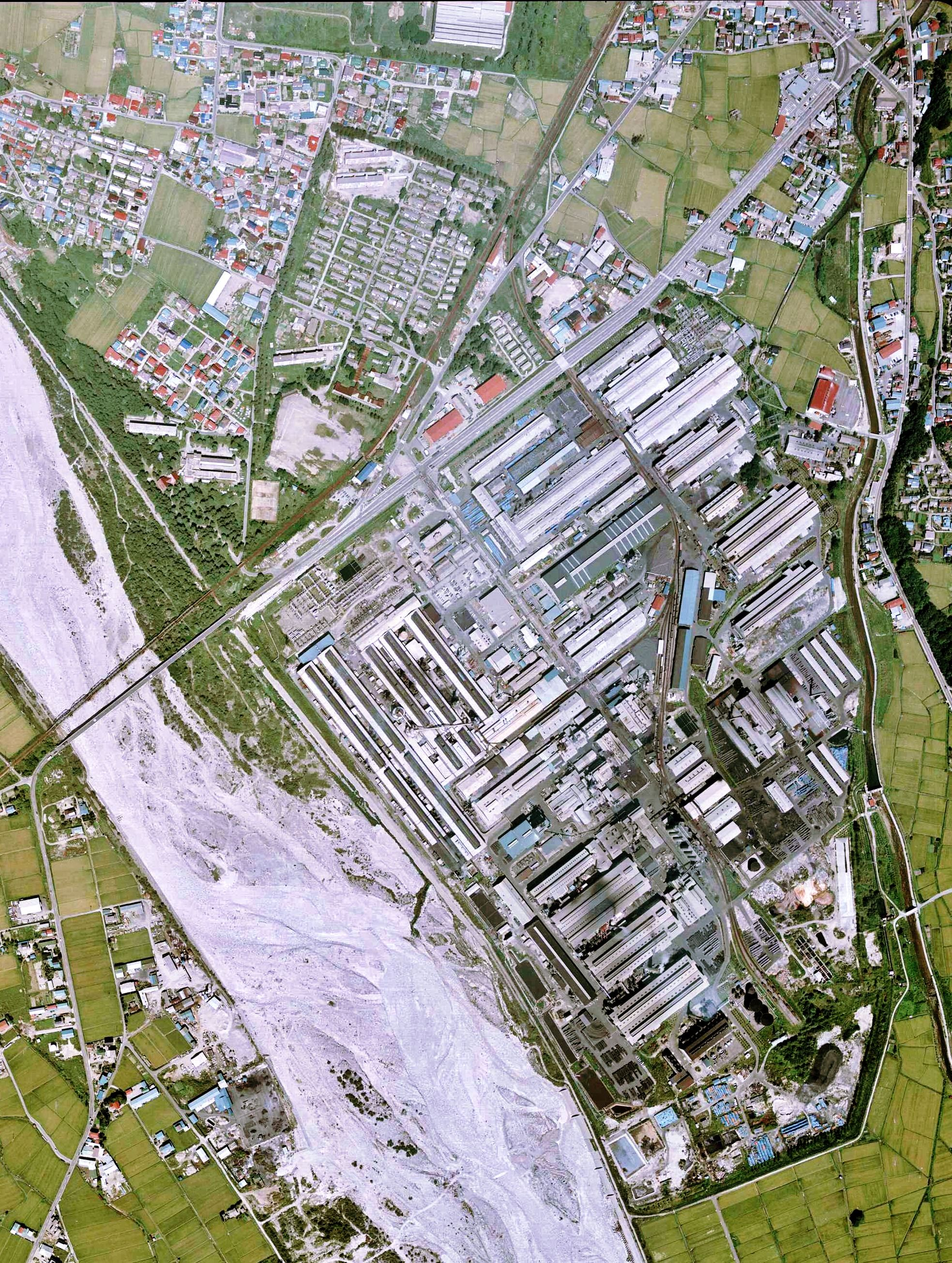
南大町駅周辺。昭和電工の工場と高瀬川が見える。

- 高瀬川 - この川に架けられている現在の橋梁は明治期に鹿児島本線の遠賀川に架設されていたものを移設したものである[2]。
- 昭和電工大町事業所[2]
- 国道147号
- ザ・ビッグ新大町店 - ジャスコ新大町店として1998年（平成10年）7月開店[13]（店舗面積約8,494平方メートル[13]、延べ床面積約10,056平方メートル[13]）。
- ヤマダデンキテックランド大町店

## 隣の駅
東日本旅客鉄道（JR東日本）
■大糸線
快速 
通過
普通
信濃常盤駅 (25) - 南大町駅 (24) - 信濃大町駅 (23)